# Милашенкове
Милаше́нкове —  село в Україні, у Миргородській міській громаді Миргородського району Полтавської області. Населення становить 48 осіб. Колишній орган місцевого самоврядування — Біликівська сільська рада.

## Географія
Село Милашенкове знаходиться на відстані 0,5 км від села Купівщина та за 1 км від сіл Лещенки та Марченки. Поруч проходить залізниця, станція Милашенкове за 1 км.